# 口入屋 (落語)
『口入屋』（くちいれや）は、上方落語の演目の一つ。江戸落語でも『引越の夢』という題で演じられる。商家に美人の女中が働きに来たことで起きる騒動を扱った作品である。原話は、寛政元年（1789年）に出版された『御祓川』の一編である「壬生の開帳」。
タイトルの「口入屋」は現在の職業紹介所に当たり、話の前半で女中を就職させるために店員（丁稚）がそこに行く下りがあることに由来する。一方、江戸落語では口入屋でのやり取りが入らず、美人女中が奉公に上がるのは全くの偶然とされており、異なるタイトルとなった。
1940年9月に当時の講談落語協会が警視庁に届ける形で口演自粛を決定した禁演落語53演目に含められた。
夜這いを見つかって変な言い訳をするパターンは『東海道中膝栗毛』等にも見られる。

## あらすじ
船場にある大店に、口入屋から才覚も兼ね備えた絶世の美女が女中奉公にやってくる。この店には若い者が多いため、間違いが起きぬようにという店の方針で、今まで来ていたのは器量の悪い女中ばかり。とうとう堪え切れなくなった一番番頭が、女中を頼みに行く役を仰せつかっている丁稚の定吉を買収して美女が来るように仕組んだのだ。
さて、絶世の美女がやってきて、しかもこの日から住み込みで働くことが決まったおかげで店中が大興奮。特に張り切った一番番頭の手回しでその日は早仕舞になる。
その夜、みんなが寝静まったのをみはからい、二番番頭が起きだして二階の下女部屋に忍び込もうとした。ところが、そんな事態を想定していた女将の配慮で梯子は二階に引き上げられて、天井の引き戸が締め切られている。困った彼は、一階と二階を貫いている膳棚を梯子代わりにすることを思いついたが、金具が壊れかけていたのか手をかけた途端に棚が外れ落ち、二番番頭は棚を肩で支える羽目になってしまった。
しばらくして、今度は一番番頭が起きだしてくる。やはり梯子が無いため同じ膳棚を足掛かりにしようとし、二番番頭と二人で棚を担ぐ羽目になってしまった。
またしばらくして、今度は手代が起きだしてくる。梯子がないのを確認した彼は、天窓の紐を伝って二階へ上がっていくことを思いついたが、彼がぶら下がった途端に紐が切れ、手代は真下にある井戸の中へ落ちてしまった。
三者三様で困っていると、騒ぎを聞きつけた女将が灯りを持ってやってくる。困った二人の番頭は、棚を担いだまま狸寝入りをする。不審に感じた女将が何をしているのかと問いただすと、二人は「引っ越しの夢を見ていた」と答えた。

## 落ちについて
元来は褌一丁で棚を担ぐ羽目となった2人組を見つけ、女将が「薬屋の看板みたい」と嫌味を言うという結末で、当時の薬屋の看板が薬の名を書いたものを裸の男が2人で担いでいるデザインだったことに由来していた。現代ではその落ちがわかりにくくなったため「引っ越しの夢を見ていた」と言い訳をする形に変わった。